# Beluće (Leposavić)
Pour l’article homonyme, voir Beluće.
Beluće en serbe latin et Belluqë en albanais (en serbe cyrillique : Белуће) est une localité du Kosovo située dans la commune/municipalité de Leposavić/Leposaviq, district de Mitrovicë/Kosovska Mitrovica. Selon des estimations de 2009 comptabilisées pour le recensement kosovar de 2011, elle compte 271 habitants, dont une majorité de Serbes.

## Géographie
Beluće/Belluqë est situé à 10 km de Leposavić/Leposaviq, sur la rive gauche de la rivière Ibar.

## Démographie

### Évolution historique de la population dans la localité
| 1948 | 1953 | 1961 | 1971 | 1981 | 1991 | 2009 |
| ---- | ---- | ---- | ---- | ---- | ---- | ---- |
| 189  | 209  | 233  | 209  | 210  | 238  | 271  |

|  |